# Toplotna pumpa
Toplotna pumpa je uređaj pomoću koga se toplotna energija iz jedne sredine prenosi u drugu. Za taj prenos toplotne energije troši se određena energija koja je nekoliko puta manja od prenete.
Tako se za utrošeni 1 kWh električne energije na izlazu dobija ukupna toplotna energija 3-7 kWh. Energija dobijena na ovaj način naziva se geotermalna energija.
U tehničkoj praksi toplotne pumpe se najčešće koriste za grejanje i hlađenje prostora i rekuperaciju toplotne energije.
Toplotna pumpa je uređaj koji može toplotnu energiju da transportuje iz spoljašnje okoline u zgradu ili iz zgrade u spoljašnju okolinu, tako da se u zimskom periodu koristi za grejanje, a u letnjem periodu za hlađenje prostora.
Toplotna energija iz toplih otpadnih voda može da se pomoću toplotne pumpe vrati i ponovo iskoristi za zagrevanje prostora ili zagrevanje vode. Najčešće primene su u industrijskim procesima kao i u hotelskim i banjskim primenama. Ovaj proces zove se: rekuperacija energije.
U zavisnosti od sredine iz koje se preuzima toplotna energija i sredine u koju se ona prenosi postoje više tipova toplotnih pumpi. Najčešća tipovi toplotnih pumpi su: vazduh - vazduh, vazduh - voda, voda - voda i zemlja - voda, gde prva reč označava izvor toplote, a druga medij kome se predaje toplota.
Toplotna pumpa koja koristi vodu kao toplotni izvor i vodu kao toplotni ponor uzima energiju iz vode i prenosi je takođe u vodu u drugom prostoru. Kada se kao toplotni izvor koristi podzemna voda koja je cele godine na temperaturi od 12 do 16 °C optimizacijom parametara toplotne pumpe postiže se maksimalni koeficijent korisnog dejstva u toku celog perioda upotrebe. Ovaj tip toplotne pumpe u kombinaciji sa podnim sistemom grejanja i hlađenja daje najpogodnije rezultate.
Toplotna energija može da se uzme iz podzemnih voda koje su na temperaturi od oko 12-16 °C na dubinama većim od 3m tokom cele godine. Iz izbušenog bunara voda se vodi u izmenjivač toplote u kome se deo toplote iz podzemne vode prenosi u freon koji tada isparava. Delimično ohlađena voda vraća se u drugi bunar koji je iste dubine kao i prvi tako da se tokovi podzemnih voda ne remete. Freon koji je sada u gasovitom stanju sabija se kompresorom i tada otpušta latentnu prenetu toplotu i predaje je vodi koja cirkuliše kroz kondenzator i sistem grejanja u objektu.

## Istorija
- 1748. William Cullen demonstrira vještačko hlađenje.
- 1834. Jacob Perkins pravi praktičan frižider sa dietil eterom.
- 1852. Lord Kelvin opisuje teoriju u osnovi toplotnih pumpi.
- 1855–1857. Peter von Rittinger razvija i gradi prvu toplotnu pumpu.
- 1928. Aurel Stodola gradi toplotnu pumpu zatvorenog kruga (izvor vode iz Ženevskog jezera) koja do danas osigurava grijanje gradske skupštine u Ženevi.
- 1945. John Sumner, gradski inženjer elektrotehnike u Norwichu, postavlja eksperimentalni sistem toplotne pumpe sa izvorom vode kojim se napaja centralnim grijanjem, koristeći susjednu rijeku za grijanje novih upravnih zgrada Vijeća. Koeficijent sezonske efikasnosti 3,42. Prosječna toplotna isporuka je 147 kW, a maksimalna snaga 234 kW.
- 1948. Robert C. Webber zaslužan je za razvoj i izgradnju prve toplotne pumpe koja kao izvor koristi toplotu iz zemlje.
- 1951. Prva velika instalacija - Kraljevska dvorana festivala u Londonu otvorena je gradskom reverzibilnom toplotnom pumpom na izvor vode, koju napaja Temza, kako za zimsko grijanje, tako i za ljetno hlađenje.

## Ograničenja
Toplotne pumpe imaju ograničenja temperature: donju i gornju granicu koja se naziva bivalentna temperatura. Novije toplotne pumpe su bivalentne toplotne pumpe opremljene su programom koji može da uključuje dodatno grejanje kada se dostigne bivalentna temperatura.

## Literatura
- IPCC (2013).  Stocker, T. F.; Qin, D.; Plattner, G.-K.; Tignor, M.;  ., ур. Climate Change 2013: The Physical Science Basis (PDF). Contribution of Working Group I to the Fifth Assessment Report of the Intergovernmental Panel on Climate Change. Cambridge, United Kingdom and New York, NY, USA: Cambridge University Press. ISBN 978-1-107-05799-9.
- Myhre, G.; Shindell, D.; Bréon, F.-M.; Collins, W.;  . (2013). „Chapter 8: Anthropogenic and Natural Radiative Forcing” (PDF). Climate Change 2013: The Physical Science Basis. Contribution of Working Group I to the Fifth Assessment Report of the Intergovernmental Panel on Climate Change. стр. 659—740.
- IPCC (2018).  Masson-Delmotte, V.; Zhai, P.; Pörtner, H.-O.; Roberts, D.;  ., ур. Global Warming of 1.5°C. An IPCC Special Report on the impacts of global warming of 1.5°C above pre-industrial levels and related global greenhouse gas emission pathways, in the context of strengthening the global response to the threat of climate change, sustainable development, and efforts to eradicate poverty (PDF). Intergovernmental Panel on Climate Change.
- Rogelj, J.; Shindell, D.; Jiang, K.; Fifta, S.;  . (2018). „Chapter 2: Mitigation Pathways Compatible with 1.5°C in the Context of Sustainable Development” (PDF). IPCC SR15 2018. стр. 93—174.
- „High GWP refrigerants”. California Air Resources Board. Приступљено 13. 2. 2022.
- „Tracking Power 2021”. International Energy Agency. Архивирано из оригинала 10. 04. 2022. г. Приступљено 22. 2. 2022.
- „The GWP value of refrigerants and its importance for operators”. Infraserv höchst. Приступљено 20. 2. 2022.
- Quaschning, Volker. „Specific Carbon Dioxide Emissions of Various Fuels”. Приступљено 22. 2. 2022.

## Spoljašnje veze
- U.S. Department of Energy: Practical information on setting up geothermal heat pump systems at home
- IEA Technology Collaboration Programme on Heat Pumping Technologies
- Carbon Brief guest post: How heat pump sales are starting to take off around the world